# Carex maritima
Carex maritima Mack. es una especie de planta herbácea de la familia de las ciperáceas.

## Hábitat y distribución
Se encuentra en playas, dunas, frescos aluviones, rocas o suelos ricos en minerales del lago, río, mar y costas, pantanos y en su mayoría cerca de las costas  0-900 m s. n. m. en Groenlandia, Yukón, Alaska, América del Sur y Eurasia.

## Descripción
Esta juncia tiene tallos generalmente curvos que alcanza una media de 25 cm de altura. Las hojas basales con vainas de color marrón a marrón oscuro; de 0,5-2 mm de ancho. La inflorescencia de 5-16 mm ; en espiga densa hemisférico ovoide. Perigynium de color marrón pálido amarillento, marrón oscuro. 
Las plantas puede ser muy pequeñas en contraste con los sólidos individuos más ricos de orillas del río o de tierra adentro en algunas ocasiones a la orilla de lagos. 

## Taxonomía
Carex maritima fue descrita por  Johan Ernst Gunnerus y publicado en Flora Norvegica 2: 131. 1772.
Etimología
Ver: Carex
maritima; epíteto latino  que significa "cercana del mar".
Sinonimia
- Vignea maritima (Gunnerus) Rchb. in J.C.Mössler & H.G.L.Reichenbach 1830
- Carex incurva Lightf. 1777
- Carex juncifolia All. 1785
- Carex banata Sm. in A.Rees 1818
- Vignea incurva (Lightf.) Rchb. in J.C.Mössler & H.G.L.Reichenbach 1830
- Olotrema juncifolia (All.) Raf. 1840
- Carex amphilogos K.Koch 1848
- Carex incurva f. erecta Láng 1851
- Carex incurva var. pratensis Hartm. 1854
- Carex melanocystis É.Desv. in C.Gay 1854
- Carex psammogaea Steud. 1855
- Carex misera Phil. (1860), nom. illeg.
- Carex stenophylla L.Thienem. ex Boott (1867), nom. illeg.
- Carex incurva var. setina Christ 1887
- Caricina incurva (Lightf.) St.-Lag. in A.Cariot 1889
- Carex oligantha Phil. (1892), nom. illeg.
- Carex melanocystis var. misera Kük. 1899
- Carex incurva subsp. leveillei Husn. 1905
- Carex incurva var. inflata Simmons 1906
- Carex incurva var. chartacea Kük. in H.G.A.Engler (ed.) 1909
- Carex incurva var. melanocystis (É.Desv.) Kük. in H.G.A.Engler (ed.) 1909
- Carex incurva var. misera (Kük.) Kük. in H.G.A.Engler (ed.) 1909
- Carex incurva f. pallens Kük. in H.G.A.Engler (ed.) 1909
- Rhaptocalymna incurva (Lightf.) Fedde & J.Schust. (1913 publ. 191*)
- Carex bucculenta V.I.Krecz. (1931 publ. 1932)
- Carex camptotropa V.I.Krecz. (1931 publ. 1932)
- Carex jucunda V.I.Krecz. (1931 publ. 1932)
- Carex orthocaula V.I.Krecz. (1931 publ. 1932)
- Carex psychroluta V.I.Krecz. (1931 publ. 1932)
- Carex setina (Christ) V.I.Krecz. (1931 publ. 1932)
- Carex transmarina V.I.Krecz. (1931 publ. 1932)
- Carex maritima var. melanocystis (É.Desv.) Fernald 1933
- Carex maritima var. misera (Kük.) Fernald 1933
- Carex maritima var. setina (Christ) Fernald 1933
- Carex maritima f. inflata (Simmons) Polunin 1940
- Carex maritima subsp. setina (Christ) T.V.Egorova 1965
- Carex maritima subsp. yukonensis A.E.Porsild 1966
- Vignea maritima subsp. setina (Christ) Soják (1979 publ. 1980).[3]